# Obelia
Obelia ist eine Gattung der Nesseltiere. Derzeit sind über 20 Arten dieser Gattung bekannt. Die Polypen bilden Kolonien, in denen die Einzeltiere durch Ausläufer miteinander in Verbindung stehen. Die Stockbildung erfolgt entweder sympodial, zum Beispiel bei Obelia geniculata, oder stolonial.
Ein Einzelpolyp ist dabei nicht größer als 1 mm und wird von durchscheinendem Periderm umgeben.
Der Polyp ist rund und flaschenförmig, dessen Körper sich leicht vom viel dünneren Stiel (Hydrocaulus) unterscheiden lässt. Am geringelten Stiel befindet sich das Diaphragma.
Die Hydranthen sind von einer offenen kelchförmigen Hülle umgeben, einer formstabilen Hydrotheca mit gezähntem Rand, in die sich der Körper vollständig zurückziehen kann.
Die Tentakel des Polypen sind in einem Kranz um die Mundöffnung (Hypostom) am oberen Teil angeordnet und werden gleichzeitig gebildet.

## Fortpflanzung
Die Tentakel selbst sind mit Nesselzellen, den Cniden, besetzt.
Der Fortpflanzungszyklus erfolgt in dem für die Cnidaria typischen metagenetischen Generationswechsel. Die Meduse pflanzt sich auf geschlechtlichem Wege fort, während sich der Polyp ungeschlechtlich vermehrt.

### Ungeschlechtliche Vermehrung
Sie erfolgt durch Knospung, wobei die neu angelegten Teile in ständigem Verband bleiben.

### Geschlechtliche Fortpflanzung
Die Medusenbildung ist ebenfalls ein Prozess, der asexuell abläuft. Damit wird die geschlechtliche Vermehrung eingeleitet.
Bei den Thecata entstehen die Medusen in den Gonangien durch seitliche Knospung am Blastostyl. Begonnen wird mit einer blasenförmigen Ausstülpung der Körperwand.
Die junge Medusenanlage nimmt eine birnenförmige Gestalt mit dünnem Stiel an. Durch Vergrößerung und Differenzierung der gesamten Anlage, die mit einer Verdünnung der Epithelien verbunden ist und durch die Ausbildung der subumbrellaren Muskulatur und des Velums erreicht die Medusenknospe langsam das Stadium der Ablösungsreife.
Hierbei wird der basale Stiel dünner und die zarte Peridermhülle, welche die Medusenknospe während der gesamten Bildung eingeschlossen hat, wird durch Schwimmkontraktionen gesprengt.
Die junge Meduse kann sich ablösen und schwimmt davon. Bei manchen Arten bleibt am Erzeugerpolypen ein Stielkanal zurück, der erst einige Zeit nach der Ablösung verschwindet.
Die Medusengeneration ist getrenntgeschlechtig. Definiert wird das Geschlecht der Meduse bereits durch den Polypen, da Hydroidpolypen immer nur Medusen desselben Geschlechts hervorbringen.
Die freischwimmenden Medusen erzeugen nun zahlreiche kleine Eier, je nach Größe mehrere 100 bis 1000. Nach dem Ablaichen sterben die Medusen. Ihre Lebensdauer beträgt daher nur wenige Monate.
Die Besamung der Eier und die Entwicklung zur Planula erfolgt im freien Wasser.
Das Auftreten von Medusen gleichen Reifezustandes in großen Schwärmen, die gleich alt und gleicher Herkunft sind, erhöht die Besamungsrate.
Die Larve schwimmt mit koordiniertem Geißelschlag und unter ständiger Rotation um die primäre Körperachse in weiten Spiralen.
Am Ende der pelagischen Phase macht die Planula eine Metamorphose durch, wobei sich das vordere Ende birnenförmig verdickt. Mit Hilfe von Sinneszellen findet die Larve ein geeignetes Substrat, an dem sie sich anheften kann. Sie hat auch die Möglichkeit das Larvenstadium zu verlängern, falls sie nicht sofort eine passende Stelle gefunden hat.
Der Prozess der Anhaftung ist wiederum mit einem Formwandel verbunden, bei dem sich die Larve abplattet. Anschließend erfolgt die Streckung zum Primärpolypen, an dessen oberen Ende die Mundöffnung durchbricht und alle Tentakel im Kreis gleichzeitig angelegt werden.

## Ernährung
Die Polypen sind carnivore Mikrophagen und passive Lauerer. Sie fangen ihre Beute, die sich ihnen zufällig oder von der Strömung herbeigetragen nähert, mit ihren langen, ausgestreckten Tentakeln. Eine Hilfe hierbei stellen noch die Cniden, die Nesselzellen auf den Tentakeln, dar.
Diese reagieren auf chemische und mechanische Reize der Beutetiere. Auf den blitzschnellen Fang der Beute durch die Explosion der Nesselkapseln folgt die Verkürzung der Tentakel, welche die Beute zum Mund bringen. Dieser öffnet sich sogleich und verschlingt die Nahrung.
Die Nahrung selbst besteht hauptsächlich aus Zooplankton, vor allem aus Copepoden und Larven mariner Invertebrata. Bei den Thecata ist die maximale Größe der Nahrung vom Durchmesser der Theca vorgegeben.
Medusen sind, ebenso wie ihre Erzeugerpolypen, passive Lauerer und carnivore Mikrophagen.

## Nachweise
- GRUNER, H.-E. (1993): Lehrbuch der Speziellen Zoologie
- STARCK, J. M. (2005): Biologischer Grundkurs – Zoologischer Teil